# Alexandros Papadiamantis
Alexandros Papadiamantis, född 4 mars 1851, död 2 januari 1911, var en grekisk journalist som härstammade från Skiathos. Han var en av Greklands främsta litterära personligheter. Alexandros Papadiamantis växte upp på Skiathos tillsammans med fem bröder och systrar innan han åkte till Aten för att inleda sin karriär som journalist. Han skrev mer än 100 noveller och korta romaner som alla handlade om livet på ön.
Några av hans mest kända verk är Zigenerskan, Mörderskan och Mannen som reste till ett annat land. År 1908 återvände han till Skiathos där han avled 1911.